# Colerain
Colerain é uma cidade  localizada no estado norte-americano de Carolina do Norte, no Condado de Bertie.

## Demografia
Segundo o censo norte-americano de 2000, a sua população era de 221 habitantes.
Em 2006, foi estimada uma população de 208, um decréscimo de 13 (-5.9%).

## Geografia
De acordo com o United States Census Bureau tem uma área de
0,7 km², dos quais 0,7 km² cobertos por terra e 0,0 km² cobertos por água. Colerain localiza-se a aproximadamente 20 m acima do nível do mar.

## Localidades na vizinhança
O diagrama seguinte representa as localidades num raio de 24 km ao redor de Colerain.